# Barcelona
Barcelona (tiếng Catalunya /bəɾsəˈlonə/; tiếng Tây Ban Nha /baɾθeˈlona/); tiếng Hy Lạp: Βαρκινών (Ptolemy, ii. 6. § 8); tiếng Latin: Barcino, Barcelo (Avienus Or. Mar.), và Barceno (Itin. Ant.) – là thành phố lớn thứ 2 Tây Ban Nha, thủ phủ của Catalonia và tỉnh có cùng tên. Thành phố tọa lạc tại Comarca của Barcelonès, dọc theo bờ Địa Trung Hải (41°23′B 2°11′Đ / 41,383°B 2,183°Đ).
Dân số thành phố 1,6 triệu, dân số tỉnh Barcelona là 5,3 triệu. Barcelona là đô thị đông dân đứng thứ sáu trong liên minh châu âu sau Paris, Luân Đôn, Madrid, vùng Ruhr và Milano. Barcelona cũng là thành phố lớn nhất ở Địa Trung Hải, nằm trên cửa các con sông Llobregat và Besòs, phía Tây giáp với dãy núi Serra de Collserola nơi có đỉnh cao nhất vào khoảng 512 mét (1680 feet).
Từng là thành phố La Mã, vào thời Trung cổ, Barcelona đã trở thành thủ phủ của miền Barcelona. Sau đó được sáp nhập với Vương quốc Aragon, Barcelona tiếp tục là thành phố quan trọng trong Vương quyền Aragon. Từng bị xâm chiếm nhiều lần trong lịch sử, kết quả Barcelona có một di sản văn hóa tráng lệ, ngày nay nó trở thành trung tâm văn hóa quan trọng và là địa điểm du lịch nổi tiếng. Đặc biệt hơn với các công trình kiến trúc của hai vị kiến trúc sư Antoni Gaudí và Lluís Domènech i Montaner, được công nhận bởi UNESCO. Trụ sở của Liên Minh Địa Trung Hải cũng nằm ở đây. Barcelona còn là thành phố tổ chức thế vận hội mùa hè (Olympic) 1992 cũng như nhiều hội nghị, triễn lãm và các sự kiện thể thao khác.
Barcelona là một trong các thành phố dẫn đầu về văn hóa, du lịch, kinh tế, tầm ảnh hưởng của Barcelona lên giáo dục,khoa học, thương mại, giải trí, truyền thông, thời trang và nghệ thuật khiến nó trở thành một trong những một đô thị toàn cầu (World's major globe city). Thành phố là trung tâm văn hóa, kinh tế của Tây-Nam châu Âu, đứng thứ 24 trên thế giới (trước Zürich và sau Frankfurt) và còn là một trung tâm tài chính lớn. Vào năm 2008, Barcelona xếp hạng thứ 4 trong các thành phố có ảnh hưởng về kinh tế dựa trên GPD của Liên Minh châu Âu (EU), và đứng thứ 35 trên thế giới, GPD vào khoảng 177 tỷ euro. Năm 2009, Barcelona được xếp hạng là một trong ba thương hiệu thành phố thành công nhất thế giới, thứ ba ở châu Âu. Thành phố đứng đầu ở Tây Ban Nha về tỉ lệ lao động và GPD trên đầu người năm 2012.

## Tên gọi
Nguồn gốc tên Barcelona đến từ tiếng Iberia cổ Barkeno, chứng mình bằng một đồng tiền xưa được tìm thấy có khắc cổ tự Iberia: .
Nhiều nguồn cho rằng thành phố được đặt theo tên của vị tướng người Carthage: Hamilcar Barca (là cha của danh tướng Hannibal) người được cho rằng đã thành lập nên thành phố vào thế kỷ III TCN.
Vào thời Trung Cổ, thành phố được biết đến qua nhiều cái tên như: Barchinona, Barçalona, Barchelonaa, and Barchenona.
Các từ "Barna", "Barça" hay "Barsa" thường được viết tắt cho Barcelona, từ đầu tiên thường ngụ ý cho thành phố, hai từ còn lại thường ngụ ý cho đội bóng đá Barcelona. Ngoài ra còn có từ "BCN'' là Mã IATA của sân bay thành phố cũng ám chỉ Barcelona.

## Lịch sử
Nguồn gốc của khu định cư sớm nhất tại địa điểm ngày nay là Barcelona hiện vẫn chưa được rõ ràng. Các tàn tích của một khu định cư sớm đã được khai quật trong khu phố El Raval, bao gồm các ngôi mộ khác nhau và nhà ở có niên đại trước năm 5000 trước Công nguyên. Có hai truyền thuyết khác nhau về sự thành lập của Barcelona. Truyền thuyết đầu tiên về sự thành lập thành phố có liên quan đến thần thoại về Hercules. Truyền thuyết thứ hai về sự thành lập của thành phố có liên quan trực tiếp đến vị tướng Carthage, Hamilcar Barca, cha của Hannibal, ông được cho là đã đặt tên thành phố Barcino theo tên họ của gia đình ông vào thế kỷ thứ 3 trước Công nguyên, nhưng không có bằng chứng lịch sử hoặc ngôn ngữ nào chứng tỏ điều này là đúng.

### Thời kỳ La Mã
Vào khoảng năm 15 TCN, người La Mã đã dựng lại thành phố như một lâu đài quân đội La Mã nằm ở "Mons Taber", một ngọn đồi nhỏ gần đại sảnh thành phố hiện đại (Plaça de Sant Jaume). Dưới Romans, nó là một thuộc địa với họ của Faventia, [30] hoặc, đầy đủ, Colonia Faventia Julia Augusta Pia Barcino [31] hoặc Colonia Julia Augusta Faventia Paterna Barcino. Pomponius Mela đề cập đến nó trong số các thị trấn nhỏ của huyện, có thể vì nó đã bị láng giềng bởi người hàng xóm của nó Tarraco (Tarragona hiện đại), nhưng có thể thu thập được từ các nhà văn sau đó rằng nó dần dần tăng lên trong sự giàu có và hậu quả, được ưa chuộng như nó Với một tình huống đẹp và một cảng tuyệt vời. Nó được hưởng miễn trừ khỏi những gánh nặng của đế quốc. [34] Thành phố đúc tiền xu của chính mình; Một số từ thời Galba tồn tại.
Di tích La Mã quan trọng được trưng bày ở Plaça del Rei dưới lòng đất, như là một phần của Bảo tàng Lịch sử Thành phố Barcelona MUHBA; Kế hoạch lưới điện điển hình của La Mã vẫn có thể nhìn thấy được trong cách bố trí của trung tâm lịch sử, Barri Gòtic (Gothic Quarter). Một số phần còn lại của các bức tường La Mã đã được đưa vào nhà thờ. Nhà thờ, còn được gọi là Basilica La Seu, được cho là đã được thành lập năm 343. Thành phố này đã bị xâm chiếm bởi Visigoths vào đầu thế kỷ thứ 5, trở thành thủ đô của cả hai nước Hispania trong vài năm. Sau khi bị người Ả Rập xâm chiếm vào đầu thế kỷ 8, nó được chinh phục bởi con trai của vua Charlemagne, Louis, năm 801, người đã đưa Barcelona trở thành nơi trú ngụ của Marcus Hispanica, một vùng đệm do bá tước Barcelona điều hành.
Các Counts của Barcelona ngày càng trở nên độc lập và mở rộng lãnh thổ của họ bao gồm tất cả các Catalonia, mặc dù vào ngày 6 tháng 7 năm 985, Barcelona đã bị quân đội Almanzor chiếm đóng. Vụ chiếm đóng khốc liệt đến nỗi hầu hết dân số của Barcelona đều bị giết hại hay bị bắt làm nô lệ. Vào năm 1137, Aragon và Hạt Barcelona đã sáp nhập vào hiệp hội triều đại bởi cuộc hôn nhân của Ramon Berenguer IV và Petronilla của Aragon, danh hiệu của họ cuối cùng chỉ có duy nhất một người khi con trai Alfonso II của Aragon lên ngôi Vào năm 1162. Vùng đất của ông sau này được gọi là Crown of Aragon, đã chinh phục được nhiều tài sản ở nước ngoài và cai trị vùng biển Tây Địa Trung Hải với các lãnh thổ xa xôi ở Naples và Sicily và đến Athens vào thế kỷ 13. Việc tạo ra mối liên hệ triều đại giữa Crowns of Aragon và Castile đã đánh dấu sự suy sụp của Barcelona. Ngân hàng Barcelona (Taula de Canvi), có lẽ là ngân hàng công cộng lâu đời nhất ở châu Âu, được thành lập bởi các thẩm phán thành phố vào năm 1401. Nó bắt nguồn từ nhu cầu của nhà nước, cũng như Ngân hàng Venice (1402) và Ngân hàng Genoa (1407).

## Các thành phố kết nghĩa
| - Montpellier, Pháp, 1963 - Rio de Janeiro, Brazil, 1972 - Monterrey, Mexico, 1977 - Boston, Hoa Kỳ, 1983 - Busan, Hàn Quốc, 1983 - Köln, Đức, 1984 - São Paulo, Brazil, 1985 - Montevideo, Uruguay, 1985 - Sevilla, Tây Ban Nha - San Francisco, Hoa Kỳ, 2010 | - Gdańsk, Ba Lan, 1990 - La Habana, Cuba, 1993 - Guayaquil, Ecuador - Kobe, Nhật Bản, 1993 - Antwerp, Bỉ, 1997 - Istanbul, Thổ Nhĩ Kỳ, 1997 - Tel Aviv, Israel, 1998 - Gaza, Palestinian National Authority, 1998 - Dublin, Ireland, 1998 | - Athens, Hy Lạp, 1999 - Isfahan, Iran, 2000 - Sarajevo, Bosnia và Herzegovina, 2000 - Valparaíso, Chile, 2001 - Thượng Hải, Trung Quốc, 2001 - Dubai, Các tiểu vương quốc Ả Rập thống nhất, 2006 - Thiruvananthapuram, Ấn Độ, 2009 - Cebu City, Philippines, 2009 - Thành phố Hồ Chí Minh, Việt Nam, 2009. |

## Khí hậu
Thành phố có khí hậu Địa Trung Hải (Phân loại khí hậu Köppen: Csa), với mùa đông ẩm và ôn hòa, mùa hè khô và ấm.
| Dữ liệu khí hậu của Barcelona Can Bruixa - Barcelona city (1987-2014) | Dữ liệu khí hậu của Barcelona Can Bruixa - Barcelona city (1987-2014) | Dữ liệu khí hậu của Barcelona Can Bruixa - Barcelona city (1987-2014) | Dữ liệu khí hậu của Barcelona Can Bruixa - Barcelona city (1987-2014) | Dữ liệu khí hậu của Barcelona Can Bruixa - Barcelona city (1987-2014) | Dữ liệu khí hậu của Barcelona Can Bruixa - Barcelona city (1987-2014) | Dữ liệu khí hậu của Barcelona Can Bruixa - Barcelona city (1987-2014) | Dữ liệu khí hậu của Barcelona Can Bruixa - Barcelona city (1987-2014) | Dữ liệu khí hậu của Barcelona Can Bruixa - Barcelona city (1987-2014) | Dữ liệu khí hậu của Barcelona Can Bruixa - Barcelona city (1987-2014) | Dữ liệu khí hậu của Barcelona Can Bruixa - Barcelona city (1987-2014) | Dữ liệu khí hậu của Barcelona Can Bruixa - Barcelona city (1987-2014) | Dữ liệu khí hậu của Barcelona Can Bruixa - Barcelona city (1987-2014) | Dữ liệu khí hậu của Barcelona Can Bruixa - Barcelona city (1987-2014) |
| Tháng                                                                 | 1                                                                     | 2                                                                     | 3                                                                     | 4                                                                     | 5                                                                     | 6                                                                     | 7                                                                     | 8                                                                     | 9                                                                     | 10                                                                    | 11                                                                    | 12                                                                    | Năm                                                                   |
| --------------------------------------------------------------------- | --------------------------------------------------------------------- | --------------------------------------------------------------------- | --------------------------------------------------------------------- | --------------------------------------------------------------------- | --------------------------------------------------------------------- | --------------------------------------------------------------------- | --------------------------------------------------------------------- | --------------------------------------------------------------------- | --------------------------------------------------------------------- | --------------------------------------------------------------------- | --------------------------------------------------------------------- | --------------------------------------------------------------------- | --------------------------------------------------------------------- |
| Cao kỉ lục °C (°F)                                                    | 22.4 (72.3)                                                           | 24.8 (76.6)                                                           | 28.8 (83.8)                                                           | 27.7 (81.9)                                                           | 31.6 (88.9)                                                           | 35.8 (96.4)                                                           | 36.8 (98.2)                                                           | 38.2 (100.8)                                                          | 33.4 (92.1)                                                           | 32.6 (90.7)                                                           | 26.1 (79.0)                                                           | 23.1 (73.6)                                                           | 38.2 (100.8)                                                          |
| Trung bình ngày tối đa °C (°F)                                        | 14.8 (58.6)                                                           | 15.6 (60.1)                                                           | 17.4 (63.3)                                                           | 19.1 (66.4)                                                           | 22.5 (72.5)                                                           | 26.1 (79.0)                                                           | 28.6 (83.5)                                                           | 29.0 (84.2)                                                           | 26.0 (78.8)                                                           | 22.5 (72.5)                                                           | 17.9 (64.2)                                                           | 15.1 (59.2)                                                           | 21.2 (70.2)                                                           |
| Trung bình ngày °C (°F)                                               | 11.8 (53.2)                                                           | 12.4 (54.3)                                                           | 14.2 (57.6)                                                           | 15.8 (60.4)                                                           | 19.3 (66.7)                                                           | 23.0 (73.4)                                                           | 25.7 (78.3)                                                           | 26.1 (79.0)                                                           | 23.0 (73.4)                                                           | 19.5 (67.1)                                                           | 14.9 (58.8)                                                           | 12.3 (54.1)                                                           | 18.2 (64.8)                                                           |
| Tối thiểu trung bình ngày °C (°F)                                     | 8.8 (47.8)                                                            | 9.3 (48.7)                                                            | 10.9 (51.6)                                                           | 12.5 (54.5)                                                           | 16.1 (61.0)                                                           | 19.8 (67.6)                                                           | 22.7 (72.9)                                                           | 23.1 (73.6)                                                           | 20.0 (68.0)                                                           | 16.5 (61.7)                                                           | 11.9 (53.4)                                                           | 9.5 (49.1)                                                            | 15.1 (59.2)                                                           |
| Thấp kỉ lục °C (°F)                                                   | −1.0 (30.2)                                                           | 0.6 (33.1)                                                            | 0.4 (32.7)                                                            | 6.2 (43.2)                                                            | 6.3 (43.3)                                                            | 12.4 (54.3)                                                           | 15.5 (59.9)                                                           | 15.2 (59.4)                                                           | 12.5 (54.5)                                                           | 5.4 (41.7)                                                            | 1.7 (35.1)                                                            | 0.7 (33.3)                                                            | −1.0 (30.2)                                                           |
| Lượng Giáng thủy trung bình mm (inches)                               | 43.7 (1.72)                                                           | 31.4 (1.24)                                                           | 33.0 (1.30)                                                           | 47.7 (1.88)                                                           | 47.4 (1.87)                                                           | 25.5 (1.00)                                                           | 25.1 (0.99)                                                           | 40.8 (1.61)                                                           | 81.9 (3.22)                                                           | 96.5 (3.80)                                                           | 45.1 (1.78)                                                           | 46.8 (1.84)                                                           | 565.0 (22.24)                                                         |
| Số ngày giáng thủy trung bình (≥ 1.0 mm)                              | 6.0                                                                   | 5.0                                                                   | 6.2                                                                   | 7.9                                                                   | 7.5                                                                   | 5.5                                                                   | 3.1                                                                   | 5.8                                                                   | 8.0                                                                   | 8.0                                                                   | 6.6                                                                   | 7.0                                                                   | 76.6                                                                  |
| Nguồn: Agencia Estatal de Meteorología - Barcelona City Hall          |                                                                       |                                                                       |                                                                       |                                                                       |                                                                       |                                                                       |                                                                       |                                                                       |                                                                       |                                                                       |                                                                       |                                                                       |                                                                       |

| Dữ liệu khí hậu của Barcelona Airport (1981-2010) | Dữ liệu khí hậu của Barcelona Airport (1981-2010) | Dữ liệu khí hậu của Barcelona Airport (1981-2010) | Dữ liệu khí hậu của Barcelona Airport (1981-2010) | Dữ liệu khí hậu của Barcelona Airport (1981-2010) | Dữ liệu khí hậu của Barcelona Airport (1981-2010) | Dữ liệu khí hậu của Barcelona Airport (1981-2010) | Dữ liệu khí hậu của Barcelona Airport (1981-2010) | Dữ liệu khí hậu của Barcelona Airport (1981-2010) | Dữ liệu khí hậu của Barcelona Airport (1981-2010) | Dữ liệu khí hậu của Barcelona Airport (1981-2010) | Dữ liệu khí hậu của Barcelona Airport (1981-2010) | Dữ liệu khí hậu của Barcelona Airport (1981-2010) | Dữ liệu khí hậu của Barcelona Airport (1981-2010) |
| Tháng                                             | 1                                                 | 2                                                 | 3                                                 | 4                                                 | 5                                                 | 6                                                 | 7                                                 | 8                                                 | 9                                                 | 10                                                | 11                                                | 12                                                | Năm                                               |
| ------------------------------------------------- | ------------------------------------------------- | ------------------------------------------------- | ------------------------------------------------- | ------------------------------------------------- | ------------------------------------------------- | ------------------------------------------------- | ------------------------------------------------- | ------------------------------------------------- | ------------------------------------------------- | ------------------------------------------------- | ------------------------------------------------- | ------------------------------------------------- | ------------------------------------------------- |
| Trung bình ngày tối đa °C (°F)                    | 13.6 (56.5)                                       | 14.3 (57.7)                                       | 16.1 (61.0)                                       | 18.0 (64.4)                                       | 21.1 (70.0)                                       | 24.9 (76.8)                                       | 28.0 (82.4)                                       | 28.5 (83.3)                                       | 26.0 (78.8)                                       | 22.1 (71.8)                                       | 17.3 (63.1)                                       | 14.3 (57.7)                                       | 20.3 (68.5)                                       |
| Trung bình ngày °C (°F)                           | 9.2 (48.6)                                        | 9.9 (49.8)                                        | 11.8 (53.2)                                       | 13.7 (56.7)                                       | 16.9 (62.4)                                       | 20.9 (69.6)                                       | 23.9 (75.0)                                       | 24.4 (75.9)                                       | 21.7 (71.1)                                       | 17.8 (64.0)                                       | 13.0 (55.4)                                       | 10.0 (50.0)                                       | 16.1 (61.0)                                       |
| Tối thiểu trung bình ngày °C (°F)                 | 4.7 (40.5)                                        | 5.4 (41.7)                                        | 7.4 (45.3)                                        | 9.4 (48.9)                                        | 12.8 (55.0)                                       | 16.8 (62.2)                                       | 19.8 (67.6)                                       | 20.2 (68.4)                                       | 17.4 (63.3)                                       | 13.5 (56.3)                                       | 8.6 (47.5)                                        | 5.7 (42.3)                                        | 11.8 (53.2)                                       |
| Lượng Giáng thủy trung bình mm (inches)           | 37 (1.5)                                          | 35 (1.4)                                          | 36 (1.4)                                          | 40 (1.6)                                          | 47 (1.9)                                          | 30 (1.2)                                          | 21 (0.8)                                          | 62 (2.4)                                          | 81 (3.2)                                          | 91 (3.6)                                          | 59 (2.3)                                          | 40 (1.6)                                          | 588 (23.1)                                        |
| Số ngày giáng thủy trung bình (≥ 1.0 mm)          | 4                                                 | 4                                                 | 5                                                 | 5                                                 | 5                                                 | 4                                                 | 2                                                 | 5                                                 | 5                                                 | 6                                                 | 5                                                 | 4                                                 | 53                                                |
| Số giờ nắng trung bình tháng                      | 158                                               | 171                                               | 206                                               | 239                                               | 258                                               | 287                                               | 293                                               | 264                                               | 229                                               | 196                                               | 153                                               | 137                                               | 2.591                                             |
| Nguồn: Agencia Estatal de Meteorología            |                                                   |                                                   |                                                   |                                                   |                                                   |                                                   |                                                   |                                                   |                                                   |                                                   |                                                   |                                                   |                                                   |

## Hình ảnh

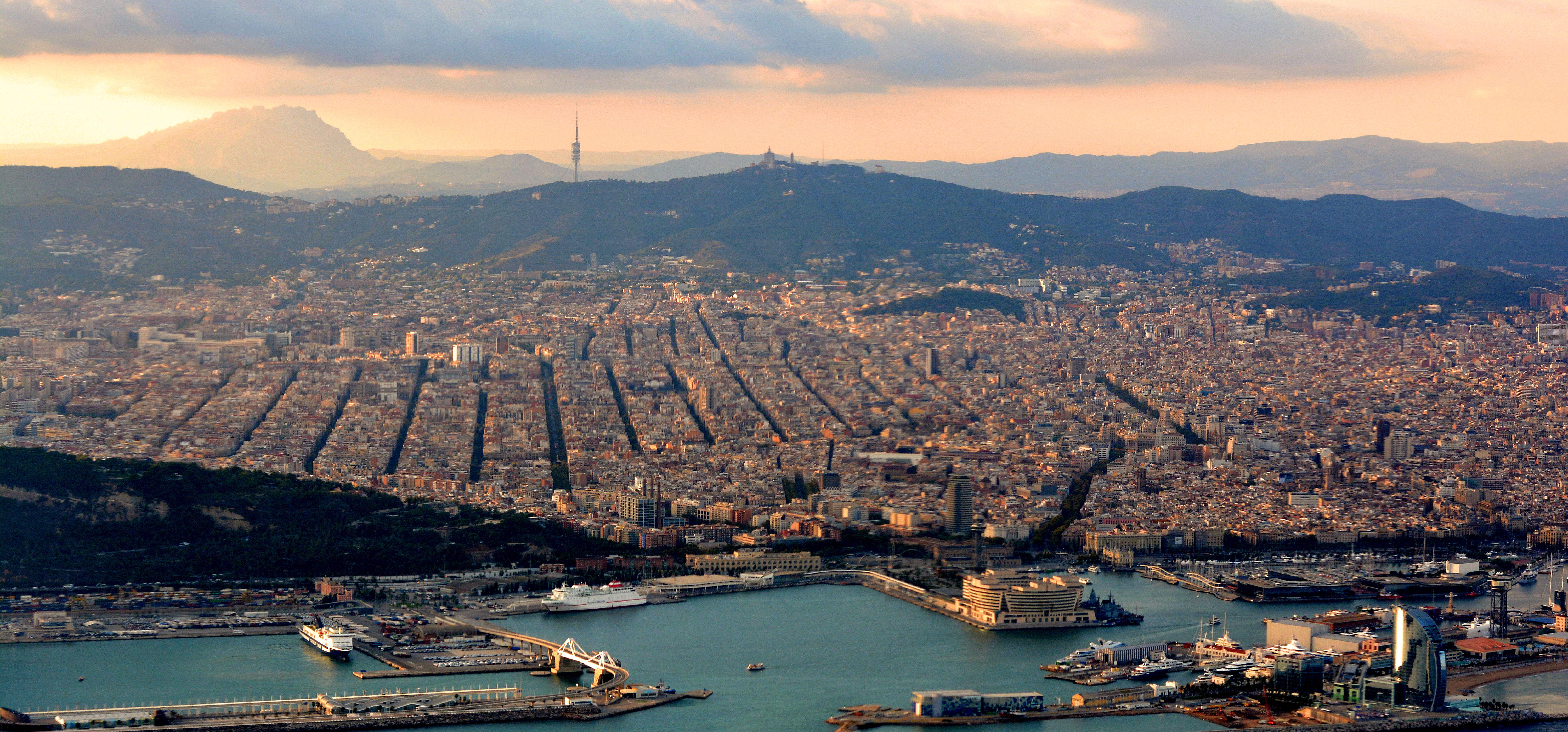
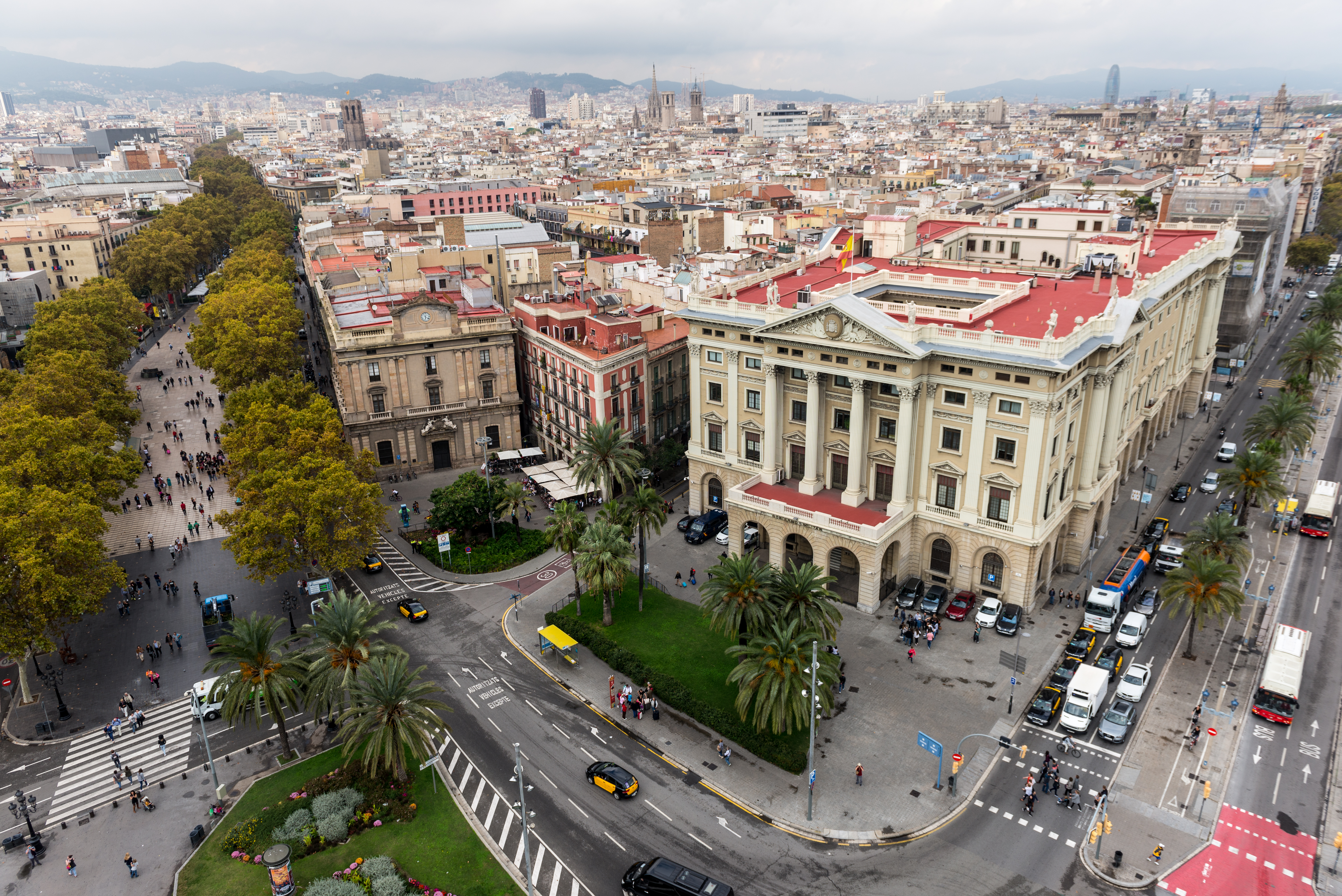
Đường La Rambla, Barcelona
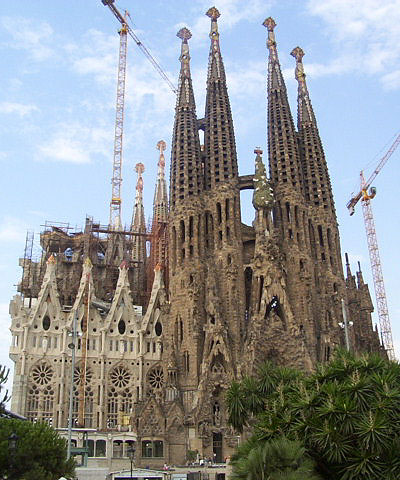
Giáo đường Sagrada Família
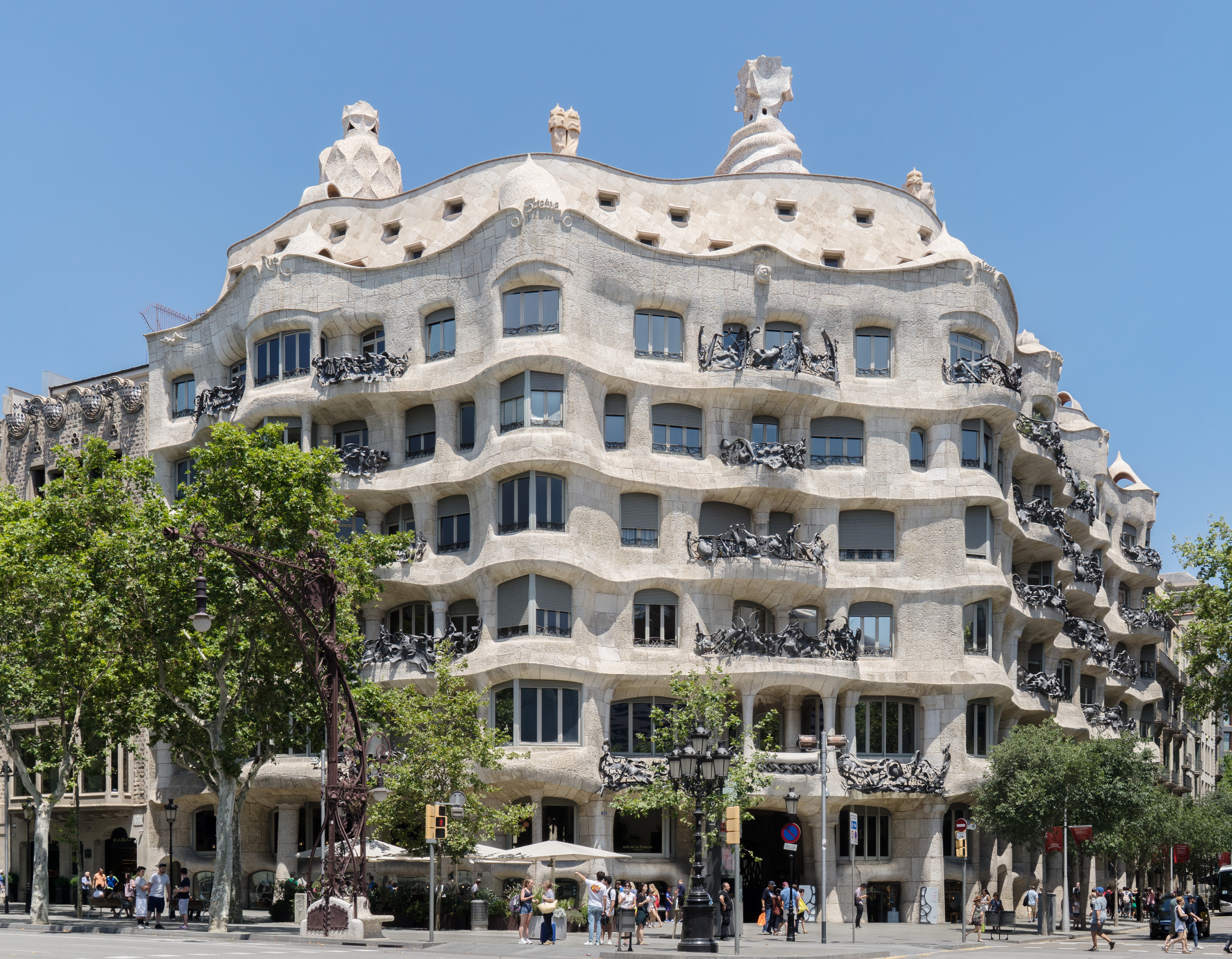
Casa Milà
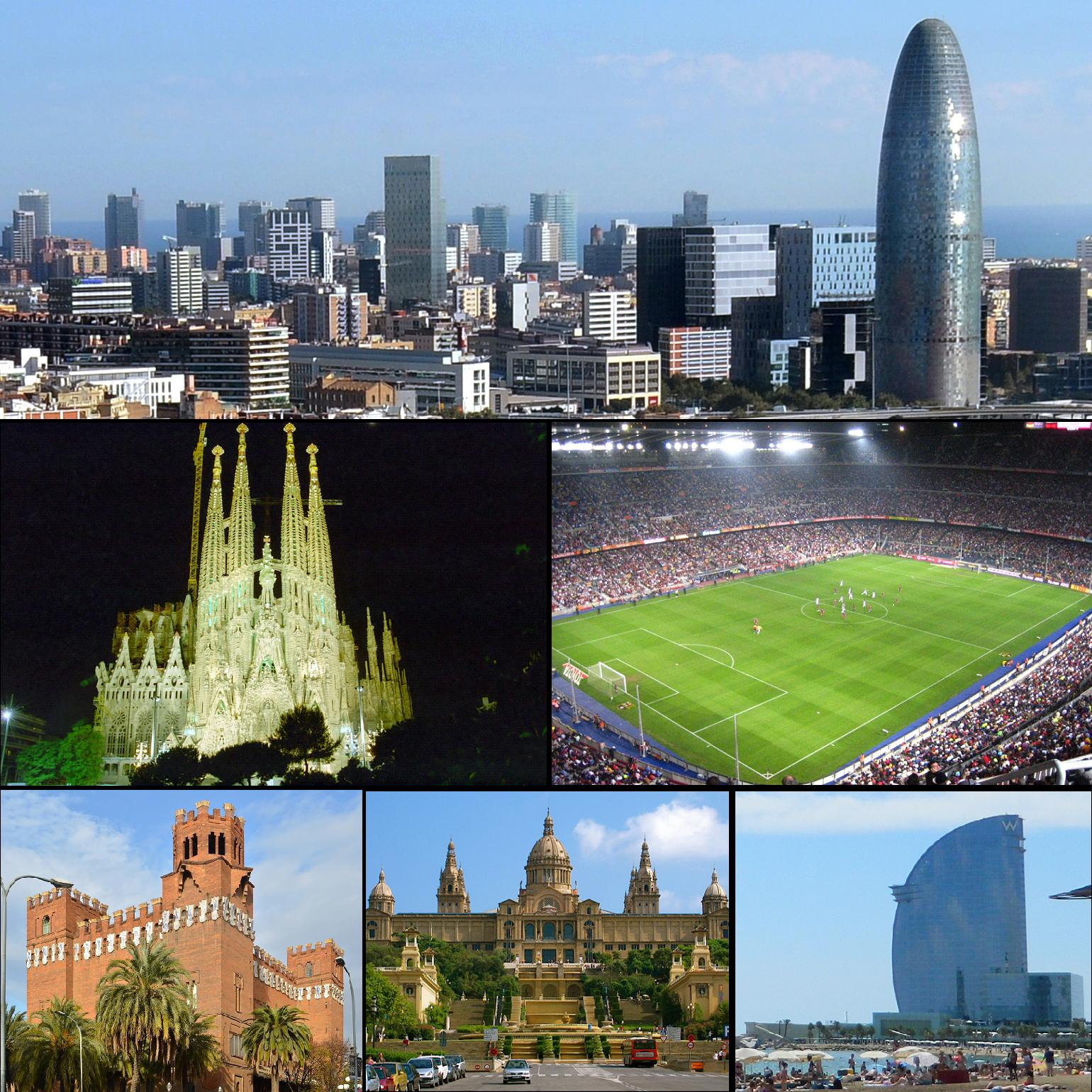
Barcelona
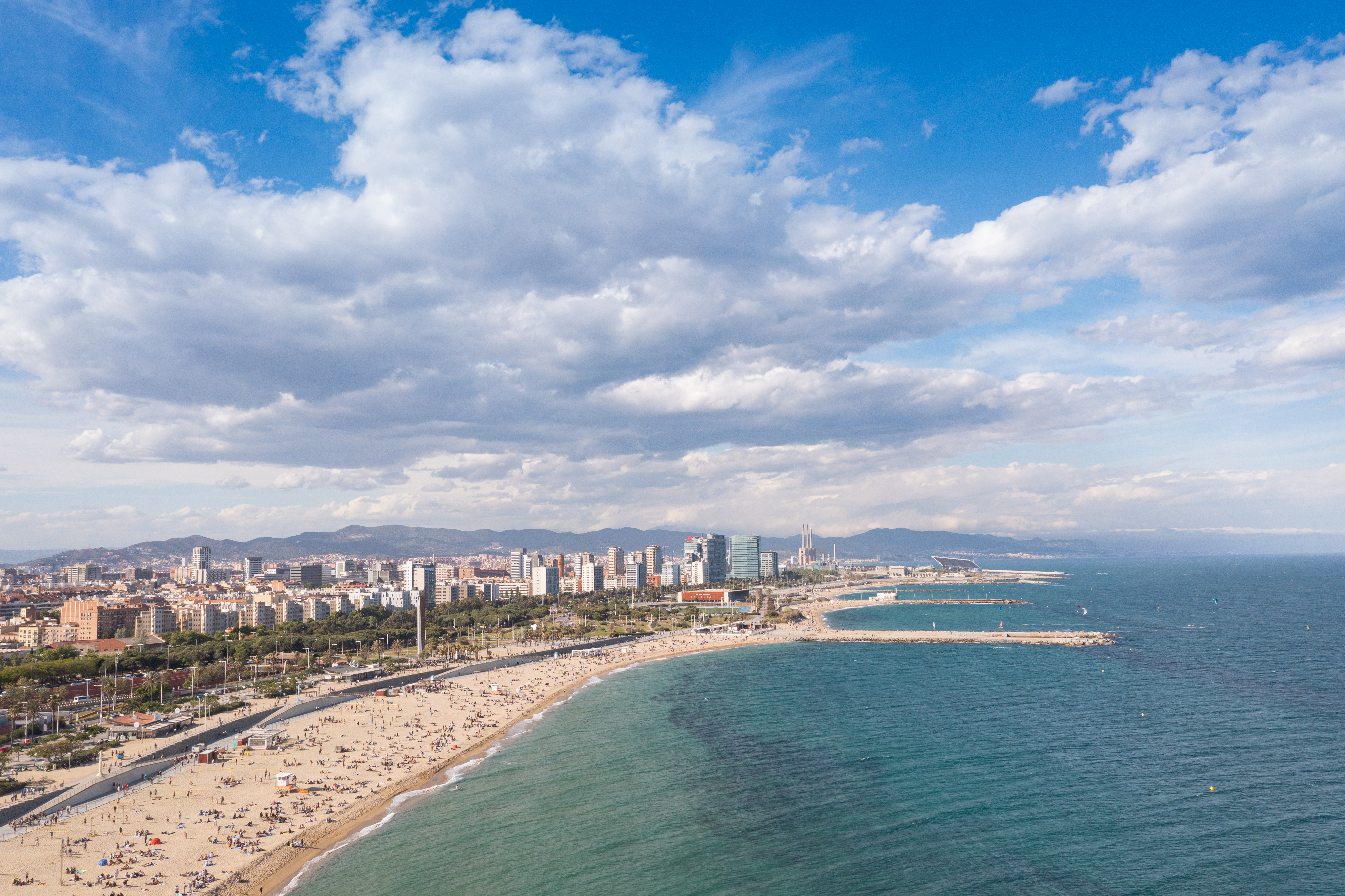
Bãi biển Barcelona
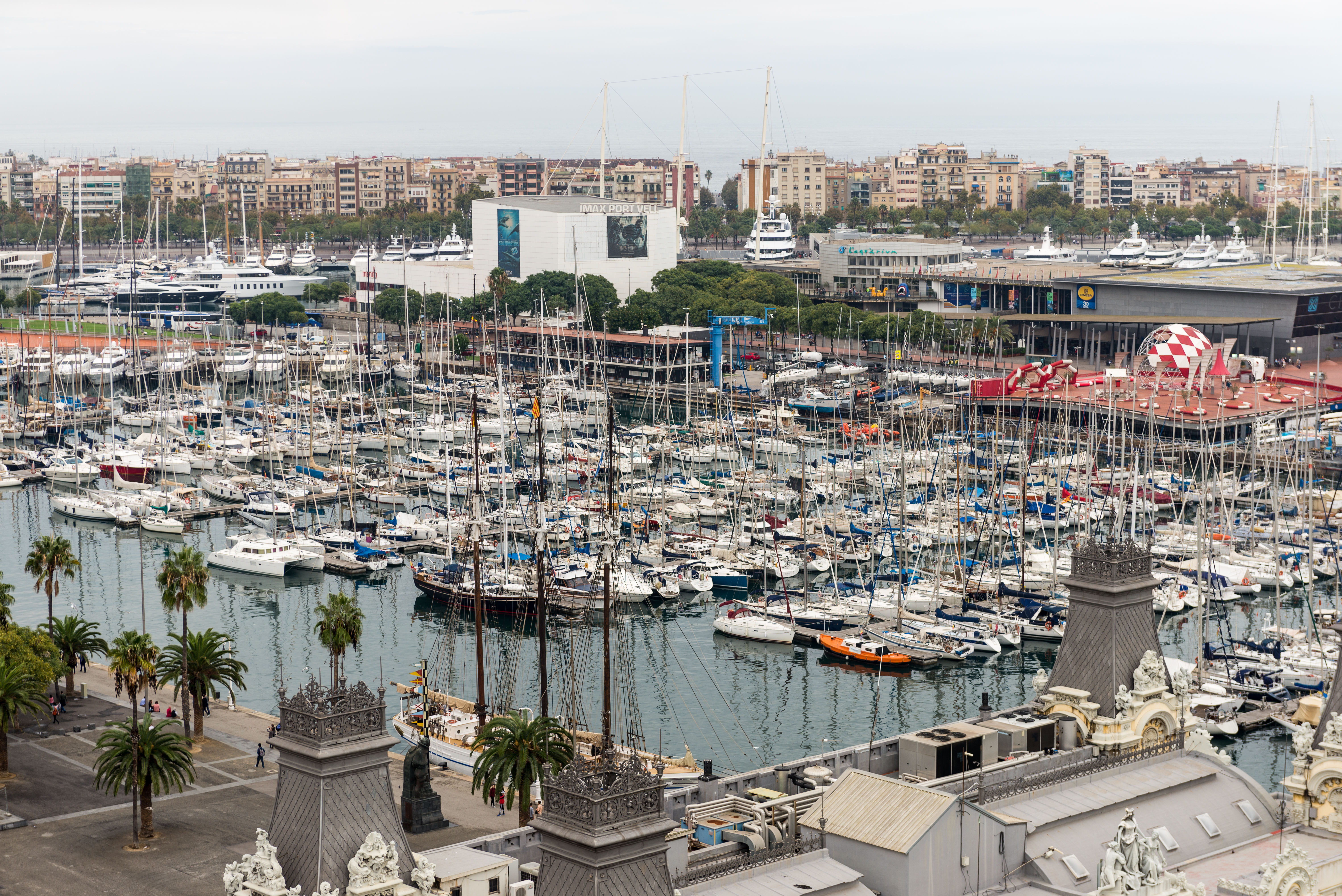
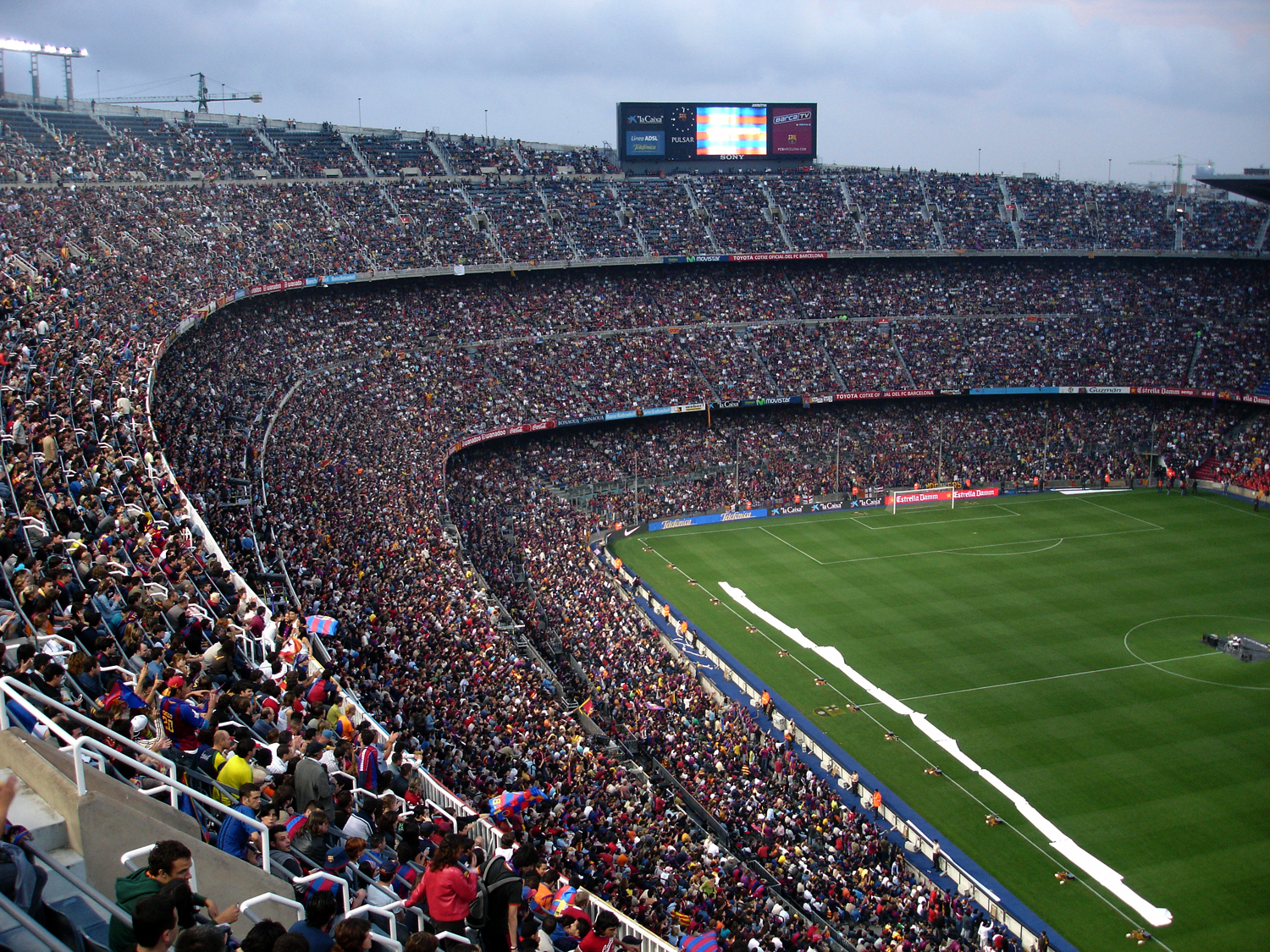
Sân vận động Camp Nou
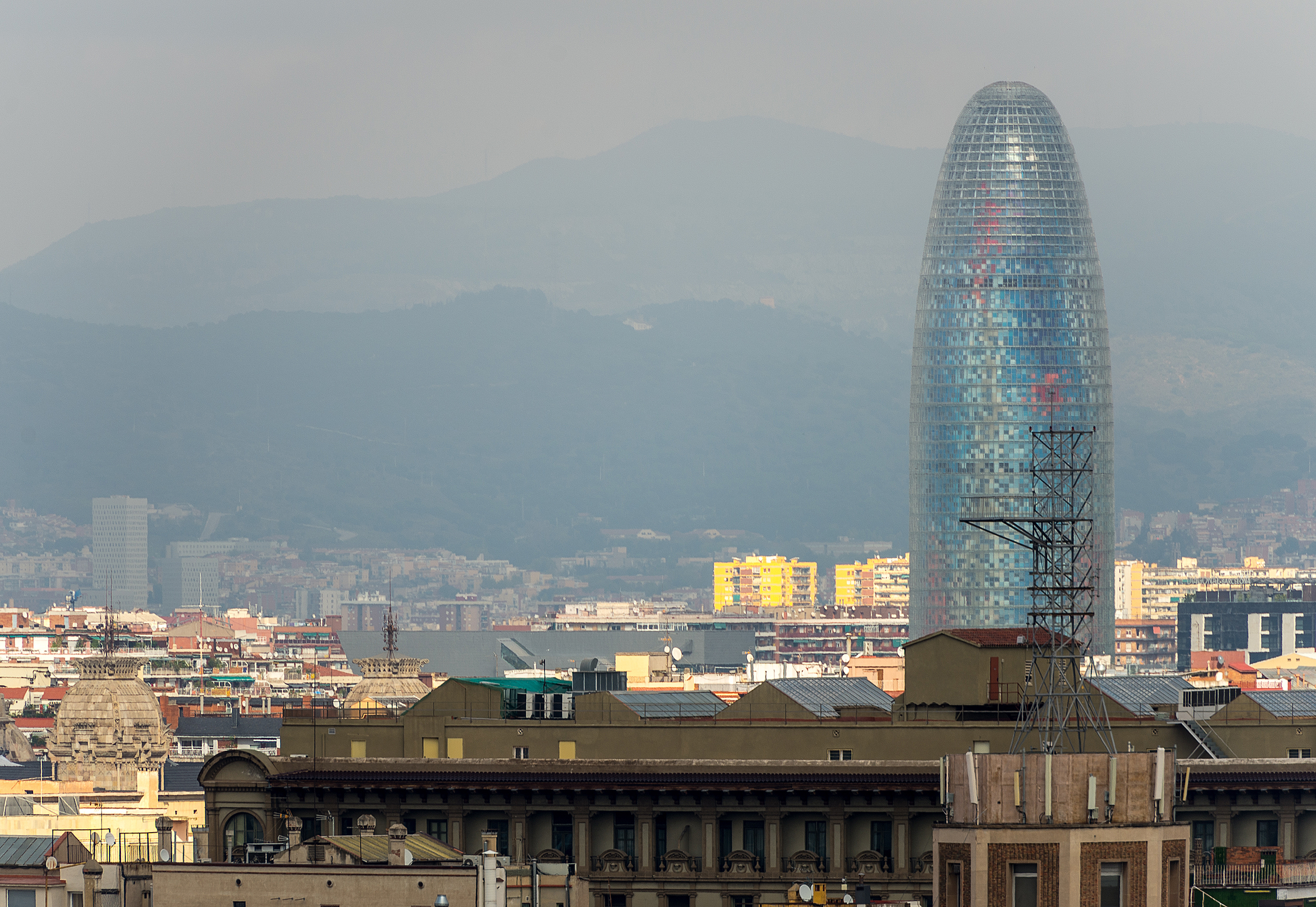